# 녜얼

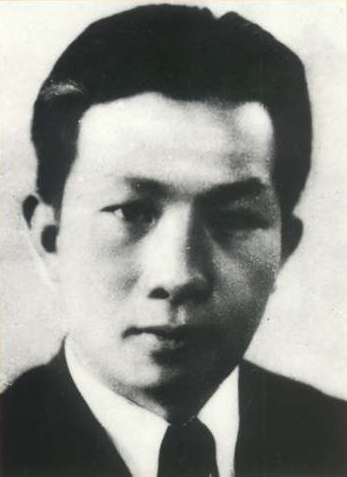
녜얼

녜얼(섭이, 중국어: 聂耳, 1912년 2월 14일 ~ 1935년 7월 17일)은 중국의 작곡가로, 현 중화인민공화국의 국가인 《의용군 진행곡》을 작곡한 사람으로도 알려져 있다.
윈난성의 쿤밍 시에서 태어났는데, 어릴 적부터 음악을 즐겼다. 사범 학교 시절에는 공산주의 활동을 시작하였고, 졸업 후 주로 상하이를 거점으로 「채굴의 노래」 「부두 노동자의 노래」 등 좌파계 영화·연극의 악곡을 많이 작곡했다. 1933년, 중국 공산당에 입당한다. 주위의 좌익 문화인들이 국민당 당국에 의해 차례대로 구속하던 중, 가까운 시일내로 체포 예정이라는 통보를 받고, 1935년 4월에 일본 체류 중이던 형의 의지로 일본을 방문한다(이 일본 방문은 일반적으로 「일본으로의 망명」이라고 설명되는 것이 많지만, 최종적으로는 일본을 나와 소련에 유학할 예정이었다고 여겨진다). 「의용군 진행곡」은 항일 영화 「풍운아녀」의 주제가로서 동지의 극작가·시인인 전한이 옥중으로부터 은밀하게 보낸 가사에 맞추고, 일본 체제중에 최종적으로 다 썼다고 말해졌다. 그 해 7월 17일 오후, 가나가와현 후지사와시의 쇼난 해안에서 친구와 유영중에 행방 불명이 되어, 다음날 익사가 확인되었다(그의 최후를 「일본 관헌에 의한 모살」이라고 하는 설도 있지만, 당시 수색에 종사한 현지 관계자는 다른 익사자와 특별히 바뀐 점은 없었다고 증언하였다). 향년 24로 사망하였다.

## 같이 보기
- 런광